# Tel Gat H̱efer
Tel Gat H̱efer (hebreiska: תל גת חפר) är en höjd i Israel.   Den ligger i distriktet Norra distriktet, i den norra delen av landet. Toppen på Tel Gat H̱efer är 388 meter över havet.
Terrängen runt Tel Gat H̱efer är kuperad åt sydost, men åt nordväst är den platt. Runt Tel Gat H̱efer är det ganska tätbefolkat, med 80 invånare per kvadratkilometer. Närmaste större samhälle är Nasaret, 4,4 km söder om Tel Gat H̱efer. Trakten runt Tel Gat H̱efer består till största delen av jordbruksmark.